# Стріли Робін Гуда (фільм)
«Стріли Робін Гуда» (рос. «Стрелы Робин Гуда») — радянський художній фільм 1975 року режисера Сергія Тарасова на основі англійських середньовічних балад про Робіна Гуда. У 1976 році фільм посів 11-те місце в радянському прокаті (28,9 млн глядачів).
У 1982 році з деякими акторами з того ж складу був знятий фільм «Балада про доблесного лицаря Айвенго», який можна розглядати як продовження фільму.

## Сюжет
Вільні стрілки Шервудского лісу під проводом Робіна Гуда допомагають молодому лицареві Алану е'Дейлу заплатити борг і повінчатися з нареченою, леді Анною.

## У ролях
- Борис Хмельницький - Робін Гуд (озвучує Олександр Бєлявський)
- Регіна Разума - Марія
- Вія Артмане - Кет
- Мірдза Мартінсоне - леді Анна
- Едуардс Павулс - отець Тук
- Харій Швейц - Маленький Джон
- Альгімантас Масюліс - сер Гай Гісборн
- Юрій Каморний - блазень Клем
- Юріс Стренга - єпископ Герфорд
- Інтс Буранс - сер Ральф, шериф Ноттінгемський
- Яніс Плесумс - Алан е'Дейл
- Мартиньш Вердиньш - сер Едмонд
- Микола Дупак - мельник
- Ромуалдс Анцанс - Віллі
- Анатолій Ходюшін - епізод
- Микола Ващилін - епізод
- Григорій Дунаєв - епізод

## Особливості
Фільм існує в двох версіях: режисерській, з піснями Володимира Висоцького, і прокатній, з піснями Раймонда Паулса.
Спеціально для фільму Володимиром Висоцьким були написані шість балад:
- Балада про час (рос. «Замок временем срыт и укутан, укрыт…»)
- Балада про вільних стрілків (рос. «Если рыщут за твоею…»)
- Балада про ненависть (рос. «Торопись! Тощий гриф над страною кружит…»)
- Балада про коротке щастя (рос. «Трубят рога: скорей! скорей!…»)
- Балада про Любов (рос. «Когда вода Всемирного потопа…»)
- Балада про боротьбу (рос. «Средь оплывших свечей и вечерних молитв…»)

Також до первісної редакції фільму не увійшов текст Висоцького «У забавах ратних ціле століття...» (рос. «В забавах ратных целый век…»).
Через те, що Держкіно зажадало для фільму нового музичного супроводу, були створені дві балади («Над землею багато білих птахів...» і «Коли до твоєї калитки дірявої...») на слова Льва Прозоровського і музику Раймонда Паулса. У 1982 році чотири балади Висоцького були використані у фільмі того ж режисера «Балада про доблесного лицаря Айвенго».